# Црвени трагопан
Црвени трагопан (лат. Tragopan satyra) је врста птице из рода трагопана (лат. Tragopan) који припада породици фазана (лат. Phasianidae). 

## Опис
Мужјаци имају живописно перје. Глава им је црне боје, око очију су плаве боје, груди су црвене боје са белим тачкама оивиченим црном бојом, а остатак тела им је смеђе и црвене боје са белим тачкама оивиченим црном бојом. У време сезоне парења имају плаве кожне рогове и кожну кесу на грлу, која кад је надувају буде у средини тамноплаве боје са светлоплавим тачкама, а по ивицама буде шарена, црвене и светлоплаве боје. Достижу дужину од око 70 cm и масу од 1,5 до 2 kg. 
Женке имају једнолично перје, смеђе боје са светлосмеђим тачкама. Оне су нешто мање од мужјака и достижу дужину од око 58 cm и масу од 1 до 1,5 kg.

## Распрострањеност и станиште
Насељавају падине Хималаја, на територији Индије, Кине (Тибета), Непала и Бутана. Станиште су им влажне храстове и шуме рододендрона. Лети су насељени на надморској висини између 2.400 и 4.250 метара, а зими на око 1.800 метара.

## Размножавање
Мужјаци у време сезоне парења пред женкама изводе плес, при чему надувавају рогове и кесу на грлу и великом брзином померају главу и крила горе-доле, а на крају плеса се усправљају и издужују до максимума.
Гнезде се од маја до јуна. Гнезда праве на дрвећу или на земљи. Женка полаже од 4 до 8 јаја, а инкубација траје 28 дана. У гајењу младих учествују оба родитеља. 

## Угроженост
У поређењу са осталим врстама трагопана, црвени таргопан је најмање угрожен. Верује се да је популација умерено мала, а претњу по опстанак врсте представља лов и губитак станишта на већем делу територије коју насељава.